# Системне програмне забезпечення
Системні програми (англ. system software) — це програми, що забезпечують інфраструктуру, на якій можуть працювати прикладні програми, тобто вони керують і контролюють комп'ютерним обладнанням, для можливості виконання прикладних програм. Операційні системи, такі як Microsoft Windows, Mac OS X та Linux, гральний рушій, автоматизація, програма як послуга  є яскравими прикладами системних програм.
Системні програми — це комп'ютерні програми, що в принципі забезпечують роботу комп'ютера. Крім операційних систем, іншими прикладами є антивірусні програми, комунікаційні програми та драйвери принтерів. Без системного програмного забезпечення комп'ютер працювати не буде. На відміну від системного програмного забезпечення, програмні засоби, які дозволяють вам робити щось, наприклад, створювати текстові документи, грати в ігри, слухати музику або переглядати веб, називаються прикладними. 
В цілому прикладні програмні засоби — це програми, що дозволяють кінцевому користувачу виконання конкретних функцій, таких як обробляння текстів або редагування зображень. Системні програмні засоби виконують такі завдання, як передача даних з пам’яті довільного доступу на диск, або відтворення тексту на дисплеї.

## Види системного програмного забезпечення
- Завантажувачі операційних систем
- Операційні системи
- Драйвери
- Компонувальник
- Утиліти

Якщо системні програмні засоби зберігаються в енергонезалежній пам'яті, таких, як, наприклад, інтегральна мікросхема, вони, зазвичай, називаються вбудованими